# Ciudad Cortés (Costa Rica)
Puerto Cortés es el distrito primero y ciudad cabecera del cantón de Osa, en la provincia de Puntarenas, de Costa Rica. También se le conoce como Ciudad Cortés.

## Historia

### Orígenes
En la época prehispánica estuvo habitada por los Bruncas y Diquis que se caracterizaron por su gran desarrollo del arte de las esferas de piedra, dejándolo como legado a los habitantes actuales.
A principios del siglo XIX, chiricanos, a los cuales se le sumaron posteriormente, entre 1912 y 1915, unos pocos costarricenses, formaron el caserío de El Pozo, (Hoy Puerto Cortés), donde se dedicaban al cultivo de arroz y a la ganadería.
En 1910 empieza la colonización, con lo que empieza a formarse la ciudad. En 1955 el poblado adquiere la categoría de villa. En 1957 se le confiere el título de ciudad por su rápido crecimiento.
En la división territorial, para efectos administrativos, ley n.º 20 del 18 de octubre de 1915, el puerto fluvial de El Pozo, aparece como barrio del distrito cuarto del cantón de Osa, puerto que fue la principal y casi única vía de comunicación, en esa época Para llegar a la región desde el puerto de Puntarenas, se hacía a través de embarcaciones que entraban desde el mar por la desembocadura del río Térraba.
En marzo de 1915, en la administración de don Alfredo González Flores, se construyeron dos escuelas, una en el caserío El Pozo, la cual actualmente se denomina Escuela Nieborowsky; y otra en el Palmar de los Indios (Hoy Palmar Norte), con el nombre de Escuela Castañeda, que en la década de los años cincuenta, se bautizó con el nombre de Eduardo Garnier. El Colegio Técnico Profesional Agropecuario de Osa, inició sus actividades docentes en 1962, en el gobierno de don Mario Echandi Jiménez.
En la década de los años treinta del siglo pasado, la Municipalidad de Osa, en atención a la solicitud formulada por la Liga Progresista de cambiar el nombre del distrito y del poblado de El Pozo, remitió petición al Poder Ejecutivo; quien, mediante acuerdo N.º 121 del 14 de septiembre de 1934, aprobó que en el futuro se denominara, al distrito, Cortés, y al poblado, Puerto Cortés. El origen del nombre se atribuye al mandatario de ese entonces, León Cortés Castro (1936-1940).
Por ley n.º 185 del 29 de julio de 1940, el cantón de Osa, tercero de la provincia de Puntarenas, se dividió en dos unidades administrativas; un cantón con cabecera en la población de Buenos Aires, con cinco distritos, y un segundo cantón, quinto de la provincia, con cabecera en Puerto Cortés y seis distritos; luego en ley n.º 227 del 13 de agosto del mismo año, se dispuso que el cantón quinto llevara el nombre de Cantón de Osa. En el decreto ejecutivo N.º 26 sobre división territorial administrativa, del 28 de junio de 1957 a Puerto Cortés se le concedió la categoría de villa; luego, el 13 de septiembre del mismo año, en la primera administración de don José Figueres Ferrer, se decretó la ley N.º 2155, que le confirió a la villa el título de ciudad. Puerto Cortés como distrito fue creado el 29 de julio de 1940 por medio de Ley 185.
En 1996, la ciudad fue inundada por efectos del Huracán Cesar, por lo que se consideró seriamente su reubicación, ante los continuos problemas con el caudal del río Térraba. En el 2000, se trasladó parte de su población y algunas instituciones públicas a lugares más altos (tres kilómetros al norte de su primer emplazamiento), estableciéndose entonces cuál será su nuevo centro económico, cerca de la carretera costanera (Ruta 34).
En el 2010 la ciudad empieza a tener nuevamente crecimiento en el área de servicios en el nuevo centro económico; conocido como Nueva Cortés, zona menos expuesta a las inundaciones. Previamente, en 2008, el Hospital Tomás Casas fue trasladado a un terreno con condiciones físicas más favorables.

### Época del banano
A partir de 1938 la Compañía Bananera de Costa Rica, que había abandonado sus plantaciones en el litoral Caribe, inició su programa de cultivo de bananos en el Pacífico Sureste, instalando oficinas administrativas en la margen sur del río Térraba, lugar que fue llamado La Administración.
Posteriormente la Compañía estableció su centro de operaciones en el lugar que se denominó Palmar Sur, construyendo un campo de aterrizaje, dispensario y viviendas para sus trabajadores, aledaño a los terrenos de las fincas que dedicó a la producción de banano. En el sitio conocido como Palmar de los Indios, luego Palmar de Castañeda y por último Palmar Norte, se fue asentando población civil; que en la administración de don León Cortés Castro construyó su cuadrante.
El auge del cultivo del banano empezó a comienzos de 1940, cuando la transnacional United Fruit Company se instauró en el cantón de Osa, fomentando su desarrollo económico y social de la región. La United Fruit contaba con ciertos beneficios fiscales que le permitieron realizar una actividad muy rentable en Puerto Cortés y Puerto Jiménez; posteriormente, se establecieron con plantaciones alrededor de Palmar y desarrollaron infraestructuras de transporte (ferrocarril y puerto) en Golfito, empleando mano de obra panameña y de la zona. Con esta actividad productiva aumentó la inmigración y el área se tornó momentáneamente próspera.
En 1984, a raíz de la caída de los precios internacionales de la fruta, la United Fruit se retiró de la zona dejando varios miles de trabajadores sin empleo, situación que se agravó con la prohibición de la extracción minera de oro. Como consecuencia, gran parte de las actividades económicas se detuvo. También quedó como legado una economía deprimida de dependencia y una cultura local familiarizada con la organización y el manejo de conflictos.

### SigloXXI
El inicio del siglo se torna complicado para la ciudad, debido a que en 1996 la ciudad sufrió la peor inundación de su historia, con lo cual se estableció que el centro de la ciudad sería trasladado a tres kilómetros al norte de su lugar de origen. Este núcleo urbano se denominó informalmente Nueva Cortés, aunque se mantuvo la toponimia oficial de «Puerto Cortés» para el distrito. Actualmente, en esta zona ya se encuentra el Hospital del cantón y el edificio municipal, dos de las infraestructuras públicas más importantes. Para el futuro se espera que la ciudad experimente un crecimiento demográfico en esta nueva zona que queda cerca de la carretera Costanera.
La ciudad en el siglo xxi ha experimentado un mayor desarrollo urbanístico en sus barrios altos en donde no se inunda, en localidades como La laguna, Canadá y Puente Hamaca. Balzar está dejando de ser un suburbio y empezó a convertirse en un barrio. La propia ciudad ha empezado a absorber a otros pequeños poblados que están cerca de ella; entre ellos, el pueblo de La Fuente (a solo 500 metros de la ciudad), y otros caseríos como Targual y La Tigra. En el año 2010, Puerto Cortés sufrió una gran inundación por causa de la Tormenta Tomas.
En el año 2012 se dio la inauguración de las nuevas instalaciones del Liceo Pacífico Sur, que cuenta con 6 pabellones de 6 aulas cada uno, dos direcciones, dos nuevos laboratorios de informática, un comedor, y un taller, un nuevo gimnasio y más pabellones para que se puedan dar clases a más estudiantes.

## Geografía
Puerto Cortés cuenta con un área de 234,39 km² y una altitud media de 6 m s. n. m.

### Hidrografía
La ciudad es un pequeño puerto fluvial a orillas del río Térraba, a 10 kilómetros de su desembocadura en el Océano Pacífico, al sur del país.
Debido a su lugar de emplazamiento y al clima lluvioso característico de la zona, el sector sur de la ciudad que comprende el 20 % de su área ha sufrido periódicamente de inundaciones al estar ubicada en una zona más baja. Los sectores, norte, este y oeste al estar ubicados en zonas más altas no sufren de inundaciones, motivo por el cual son más poblados.

## Demografía
Para el año 2022, Puerto Cortés cuenta con una población estimada de 9496 habitantes, y para el último censo efectuado, en 2011, Puerto Cortés contaba con una población de 7969 habitantes.
En términos generales, la población es bastante homogénea: casi todos sus habitantes son descendientes de hijos de nativos americanos y españoles (mestizos) y criollos, con algún aporte migratorio de afroamericanos, nicaragüenses, panameños y en menor medida, ciudadanos de origen chino, ingleses e italianos.
Según el Estado de la Nación, Puerto Cortés se caracteriza por tener el índice de desarrollo social más alto de la zona sur del país. El crecimiento demográfico estimado es del 18% entre el 2000 hasta el 2011, según el Instituto Nacional de Estadística y Censos (INEC).
Dentro de los motivos que justifican su aumento demográfico están su ubicación central, el ser un corredor de la carretera Costanera (es cruzada de este a oeste en toda su área) y por la cantidad de proyectos urbanísticos que se desarrollaron en su jurisdicción. No obstante, la densidad media es comparativamente baja con respecto al promedio nacional

## Localidades
- Barrios: Canadá, Cementerio, Cinco Esquinas, Montreal, Precario, Pueblo Nuevo, Renacimiento, Yuca.
- Poblados: Balsar, Bocabrava, Bocachica, Cerrón, Coronado, Chontales, Delicias, Embarcadero, Fuente, Isla Sorpresa, Lindavista, Lourdes, Ojochal, Ojo de Agua, Parcelas, Pozo, Punta Mala, Punta Mala Arriba, San Buenaventura, San Juan, San Marcos, Tagual, Tortuga Abajo, Tres Ríos, Vista de Térraba.

## Cultura

### Deportes
Desde 2007, la ciudad ha experimentado un notable crecimiento en el ámbito deportivo, especialmente en disciplinas como el motocross y el rodeo, que han ganado amplia aceptación entre la población local. En 2008 se construyeron dos canchas de fútbol 5, lo que atrajo aún más la atención de la comunidad hacia la práctica deportiva.
Además, en la periferia de la ciudad se encuentra en desarrollo el campo de golf San Buenas Golf, ubicado en las cercanías. Este proyecto busca ofrecer nuevas opciones recreativas tanto para residentes como para visitantes.
Puerto Cortés es sede del equipo de fútbol Selección de Osa (anteriormente Municipal Osa), que militó en la Segunda División.

### Educación
En la ciudad está el Liceo Pacífico Sur con 1500 estudiantes es uno de los más importantes centros de secundaria del sur del país, también cuenta con 3 escuelas entre ellas la Nieborowsky con 280 alumnos, la de Ojo de agua con 190 alumnos y la del valle del Diquís con 280 alumnos.
En la ciudad esta la sede del Instituto Nacional de Aprendizaje en Osa; además en el futuro se espera la construcción de la sede del Instituto Tecnológico de Costa Rica en Osa, el cual se ubicara en Ciudad Cortés por ser la cabecera del cantón de Osa.

### Hospital Dr. Tomás Casas Casajús
El Hospital Dr. Tomás Casas Casajús fue inaugurado el 19 de marzo de 1942 con el nombre de Hospital San José (según noticia publicada en el periódico de la época llamado "La Voz de Puerto Cortés"), bajo la administración de la Junta de Protección Social de Puerto Cortés, durante el gobierno del Sr. Rafael Ángel Calderón Guardia, construido en el Centro de esta comunidad, diseñado y con el gran aporte de la United Fruit Company que, en esa época, vio la necesidad de contar con un centro médico de mayor capacidad resolutiva que brindara apoyo a sus comisariatos, ubicados éstos en cada una de sus fincas.
La madera con la que se construyó este nosocomio fue donada por dicha transnacional y traída desde Quepos y Puntarenas, por medio de las lanchas que ingresaban por el Río Térraba periódicamente con mercadería.
La arquitectura del edificio es propia de las construcciones que hacía la Compañía Bananera, de dos pisos, en la parte baja sólo se encontraban las columnas que sostenían la segunda planta y en esta otra estaba ubicada la parte operacional (salones de internamiento, consulta, cirugía menor y oficinas administrativas). Este tipo de construcción servía para evitar el daño que pudiera provocar una inundación.
Los constructores eran de la comunidad, entre ellos se encontraban los señores Tarcisio Cubero, Silverio Carvajal y Laureano Ramos Miranda quien era uno de los ebanistas más finos de la época y tenía su taller al lado del Botiquín Luis Martínez, casi frente al Hospital.
El nombre de Dr. Tomás Casas Casajús fue propuesto por el Sr. Rafael Ángel Rodríguez Contreras quien, siendo miembro de la Junta de Protección Social H.T.C.C. lo planteó de esa manera; la propuesta fue apoyada por unanimidad el 20 de julio de 1968, tomando en consideración que el galeno en mención era una persona muy carismática, se entregaba mucho a sus pacientes.
Esta forma de ser provocó una excelente química entre él y el pueblo que le profesó un gran respeto, admiración y cariño; en múltiples ocasiones el Dr. Casas dejaba una reunión de amigos o familiares, para ir corriendo al Hospital a atender alguna emergencia o parto en horas no laborales. Inclusive, en muchas ocasiones atendía a pacientes de escasos recursos económicos en su casa de habitación sin cobrarles.
El Dr. Tomás Casas Casajús era un español nacido en Burgos, (un municipio y una ciudad españoles situados en el  norte de la península ibérica. La ciudad es la capital de la provincia homónima integrada en la comunidad autónoma de…) Castilla y León.

#### Edificio actual
En 1997, el paso del huracán Mitch provocó daños severos a la estructura del viejo hospital, lo que obligó a las autoridades de la Caja Costarricense de Seguro Social (CCSS), a gestionar el traslado y construcción de las instalaciones a la Nueva Cortés.
En Abril del año 2008 se pone en funcionamiento el nuevo edificio construido a una distancia aproximada de cuatro kilómetros del antiguo, muy lejos de la zona declarada (por la Comisión Nacional de Emergencias) “de alto riesgo”, rodeado de una exuberante naturaleza, a un lado de la Carretera Costanera Sur, en el caserío de Ojo de Agua, dentro del mismo distrito.
De acuerdo con el plano catastrado de la construcción del nuevo Hospital, que funciona como tipo Periférico 1, la extensión de la propiedad es de 109.000 metros cuadrados, siendo que la construcción del edificio cuenta con 8.000 metros cuadrados.
Su arquitectura aparenta las viviendas y edificios de la cultura bananera, claro que, con lo moderno de la época actual; su forma modular denota un gran ordenamiento de los diferentes Servicios, además, sus amplias zonas verdes brindan una gran frescura, en contraste con el calor propio del lugar.

## Economía
La ciudad se dedica a la prestación de servicios institucionales y algunos cultivos como el arroz, además de ser una zona orientada al turismo que se ha convertido en una actividad importante para los habitantes del distrito.
Actualmente la ciudad vive un auge comercial en los barrios de Canada con la apertura de nuevos supermercados, panaderías, tiendas, farmacias, restaurantes, hoteles e instituciones estatales convirtiendo a este barrio en el corazón económico del distrito.
Para el futuro se espera la apertura de nuevos comercios como ferreterías, gasolineras y universidades entre otros, que vendrían a dinamizar la economía del distrito.

### Turismo
Puerto Cortés es una ciudad que ofrece cualquier cantidad de oportunidades a los artistas para desarrollarse ya que cuenta con un sinfín de panorámicas que permiten desde pintar montañas hasta playas y ríos.
En la ciudad se encuentra una academia de artes llamada Osa Academia de las artes.
Puerto Cortés cuenta con el Paseo Histórico El embarcadero, el cual forma parte de la iniciativa "De Puerto a Puerto", propuesta por la Cámara de Turismo de Osa y que consiste en unir Puerto Cortés de Osa con Puerto Jiménez del Cantón de Golfito. Se pretende que con ésta no solamente se dé a conocer la historia arquitectónica, cultural y gastronómica de Puerto Cortés y que se espera impulse el turismo cultural en la zona sino, también, abrir un corredor turístico natural entre las poblaciones de ambos cantones, viajando por parajes naturales de gran contenido y variedad ecológica, de fauna y flora.
Puerto Cortés es uno de los mejores lugares para ir a visitar en la zona sur de Costa Rica, destaca por su estilo melancólico y romántico que lo convierte en uno de los lugares a visitar en Costa Rica.

## Conservación
En general, es una ciudad limpia en donde la contaminación es muy baja, el río Balzar a pesar de cruzar la ciudad es un río limpio, las zonas verdes son abundantes dentro y a los alrededores de la urbe lo cual hace que su aire sea puro, otra característica de la población es que es una ciudad en donde la mayoría de las personas se desplazan en bicicleta.
En la ciudad se pueden observar panorámicas como las montañas Muñeco una de las vistas más bellas de la ciudad que se ubican al norte en donde se puede apreciar la vegetación verde Azul del bosque primario.

## Transporte

### Carreteras
Al distrito lo atraviesan las siguientes rutas nacionales de carretera:
- Ruta nacional 34
- Ruta nacional 168